# 康韋 (北卡羅萊納州)
康韋（英語：Conway）是一個位於美國北卡羅萊納州北安普頓縣的城鎮。

## 人口
根據2020年美國人口普查的數據，康韋的面積為4.72平方千米，皆為陸地。當地共有人口752人，而人口密度為每平方千米159人。